# 1679
| 1679               |
| ------------------ |
| Dødsfald - Fødsler |
| • Begivenheder     |

| Gregoriansk kalender | 1679 MDCLXXIX           |
| Ab urbe condita      | 2432                    |
| Armensk kalender     | 1128 ԹՎ ՌՃԻԸ            |
| Kinesiske kalender   | 4375 – 4376 戊午 – 己未 |
| Etiopisk kalender    | 1671 – 1672             |
| Jødisk kalender      | 5439 – 5440             |
| Hindukalendere       |                         |
| - Vikram Samvat      | 1734 – 1735             |
| - Shaka Samvat       | 1601 – 1602             |
| - Kali Yuga          | 4780 – 4781             |
| Iransk kalender      | 1057 – 1058             |
| Islamisk kalender    | 1090 – 1091             |

Konge i Danmark: Christian 5. 1670-1699 – Danmark i krig: Skånske Krig 1675-1679
Se også 1679 (tal)

## Begivenheder
- 23. august - ved freden i Fontainebleau accepterer Danmark-Norge at rømme de erobrede områder af Sverige, og hermed er den Skånske Krig i realiteten forbi
- 26. september - Skånske Krig med freden i Lund
- Slaget ved Bothwell Bridge.
- Habeas Corpus Act vedtages i England.
- Europæiske opdagelsesrejsende opdager Niagaravandfaldene.

## Født
- Jan Dismas Zelenka.

## Dødsfald
- 4. december – Thomas Hobbes, engelsk filosof.
- Anne Conway.
- Villum Clausen – Bornholmsk frihedskæmper under det svenske styre.